# CCC Polsat Polkowice/2007
Deze pagina geeft een overzicht van de CCC Polsat Polkowice wielerploeg in 2007. 

## Algemeen
Sponsors: CCC, Polsat (televisiezender)
Algemeen manager: Korsak Krzysztof
Ploegleiders: Marek Lesniewski, Jacek Bodyk

## Renners
| Naam                  | Geboortedatum | Nationaliteit | Ploeg 2006 |
| --------------------- | ------------- | ------------- | ---------- |
| Adrian Brzozka        | 09-07-1987    | Polen         | Neo        |
| Adrian Faltyn         | 24-05-1982    | Polen         |            |
| Marek Galiński        | 01-08-1974    | Polen         | Ex-prof    |
| Adam Grzeziolkowski   | 03-04-1984    | Polen         | Neo        |
| Krzysztof Jeżowski    | 30-08-1975    | Polen         | Knauf Team |
| Marcin Karczynski     | 06-07-1978    | Polen         | Ex-prof    |
| Tomasz Kiendyś        | 23-06-1977    | Polen         | Knauf Team |
| Tomasz Lisowicz       | 23-02-1977    | Polen         | Knauf Team |
| Mateusz Mróz          | 09-01-1980    | Polen         |            |
| Mariusz Olesek        | 20-05-1987    | Polen         |            |
| Jaroslaw Rebiewski    | 27-02-1974    | Polen         | Knauf Team |
| Paweł Szaniawski      | 24-03-1981    | Polen         |            |
| Marek Wesoly          | 04-01-1978    | Polen         |            |
| Grzegorz Żołędziowski | 07-01-1980    | Polen         | DHL-Author |
| Tomasz Zywer          | 04-01-1984    | Polen         | Neo        |
| Daniel Zywer          | 13-01-1987    | Polen         | Neo        |

## Belangrijke overwinningen
| Memorial Andrzeja Trochanowskiego Winnaar: Tomasz Lisowicz Szlakiem Grodòw Piastowskich 1e etappe: Tomasz Kiendyś 2e etappe: Tomasz Kiendyś Eindklassement: Tomasz Kiendyś Flèche du Sud Proloog: Tomasz Kiendyś 3e etappe: Grzegorz Żołędziowski Baltyk-Karkonosze-Tour 3e etappe: Krzysztof Jeżowski 4e etappe: Marek Wesoly Ronde van Mazovië 1e etappe: Marek Wesoly 2e etappe deel B: Marek Wesoly 4e etappe: Marek Wesoly Eindklassement: Marek Wesoly | Ronde van Malopolska 2e etappe: Krzysztof Jeżowski Beker van de Subkarpaten Winnaar: Mateusz Mróz Memoriał Henryka Łasaka Winnaar: Krzysztof Jeżowski Szlakiem walk mjr. Hubala 2e etappe: Krzysztof Jeżowski Eindklassement: Tomasz Kiendyś |

2000 · 2001 · 2002 · 2003 · 2004 · 2005 · 2006 · 2007 · 2008 · 2009 · 2010 · 2011 · 2012 · 2013 · 2014 · 2015 · 2016 · 2017 · 2018 · 2019 · 2020